# 시가촌 (나가노현 기타사쿠군)
시가촌(志賀村)은 나가노현 기타사쿠군에 있던 촌이다. 현재의 사쿠시에 해당한다.

## 역사
- 1889년 4월 1일 - 정촌제 시행에 의해 시가촌이 단독으로 자치체를 형성하였다.
- 1955년 2월 1일 - 미쓰이촌과 신설합병해 히가시촌이 성립하여, 동일 시가촌은 폐지되었다.

## 인구
1930년에 발간된 『시정실록 개정 제2판』에 따르면, 가구수 405호, 인구 262명이였다.

## 참고문헌
- 大日本篤農家名鑑編纂所編『大日本篤農家名鑑』大日本篤農家名鑑編纂所、1910年。
- 竹内伊四郎編『大日本紳士名鑑』明治出版社、1916年。
- 日本自治協会編『市町村治績録 改訂第2版』日本自治協会、1930年。
- 『가도카와 일본 지명 대사전 20 長野県』。